# Politeness Pays (film 1916)
Politeness Pays è un cortometraggio muto del 1916.  Il nome del regista non viene riportato nei credit del film che fu sceneggiato dallo scrittore e commediografo Richard Goodall.

## Produzione
Il film fu prodotto dalla Essanay Film Manufacturing Company.

## Distribuzione
Distribuito dalla General Film Company, il film - un cortometraggio in tre bobine - uscì nelle sale cinematografiche USA il 19 febbraio 1916.